# Port lotniczy Akaba
Port lotniczy Akaba (IATA: AQJ, ICAO: OJAQ) – międzynarodowy port lotniczy położony 8 km na północ od Akaby, w południowej Jordanii.

## Linie lotnicze i połączenia
| Linia lotnicza   | Kierunek                                                                |
| ---------------- | ----------------------------------------------------------------------- |
| Edelweiss Air    | 1. Zurych                                                               |
| Royal Jordanian  | 1. Amman                                                                |
| Turkish Airlines | 1. Stambuł                                                              |
| Wizz Air         | 1. Abu Zabi Sezonowo: 1. Katowice (zawieszone) 2. Warszawa (zawieszone) |